# Sytuacja prawna i społeczna osób LGBT w Argentynie

## Prawo wobec kontaktów homoseksualnych
W Argentynie kontakty homoseksualne są legalne od 1887 roku. Wiek osób legalnie dopuszczających się kontaktów homo- i heteroseksualnych jest zrównany.

## Ochrona prawna przed dyskryminacją
W Argentynie nie ma żadnych przepisów na szczeblu federalnym wprost zakazujących dyskryminacji przez wzgląd na orientację seksualną.
Miasta Buenos Aires i Rosario gwarantują pewną ochronę przed dyskryminacją z powodu orientacji seksualnej.
Geje, lesbijki i biseksualiści nie są wykluczeni ze służby wojskowej z powodu swojej orientacji seksualnej.

## Uznanie związków tej samej płci
W Argentynie pary tej samej płci od 2003 roku mogą zawrzeć rejestrowany związek partnerski w kilku regionach kraju: stolicy Buenos Aires oraz w prowincjach Buenos Aires i Río Negro. Związek ten daje parom prawa zbliżone do praw małżeństw heteroseksualnych, ale wyklucza możliwość adopcji dzieci oraz prawo dziedziczenia. Od momentu wprowadzenia takiej możliwości skorzystało z niej ponad 350 homoseksualnych par.
Od 2005 roku na podstawie wyroku sądu władze prowincji Córdoba pozwalają na wizyty w więzieniach homoseksualnych partnerów osadzonych.
W przeprowadzonym w Buenos Aires w lutym 2007 roku badaniu opinii społecznej 73% ankietowanych opowiedziało się za legalizacją małżeństw osób tej samej płci, a 25% przeciw.
5 maja 2010 roku, Izba Deputowanych przyjęła projekt ustawy legalizującej małżeństwa osób tej samej płci.
15 lipca ustawa została przyjęta przez senat. 21 lipca podpis pod ustawą złożyła prezydent Cristina Fernández de Kirchner. Następnego dnia została ona opublikowana w oficjalnym dzienniku i weszła w życie. Pierwsze małżeństwa zostały zawarte 30 lipca.

## Życie osóbLGBTw kraju

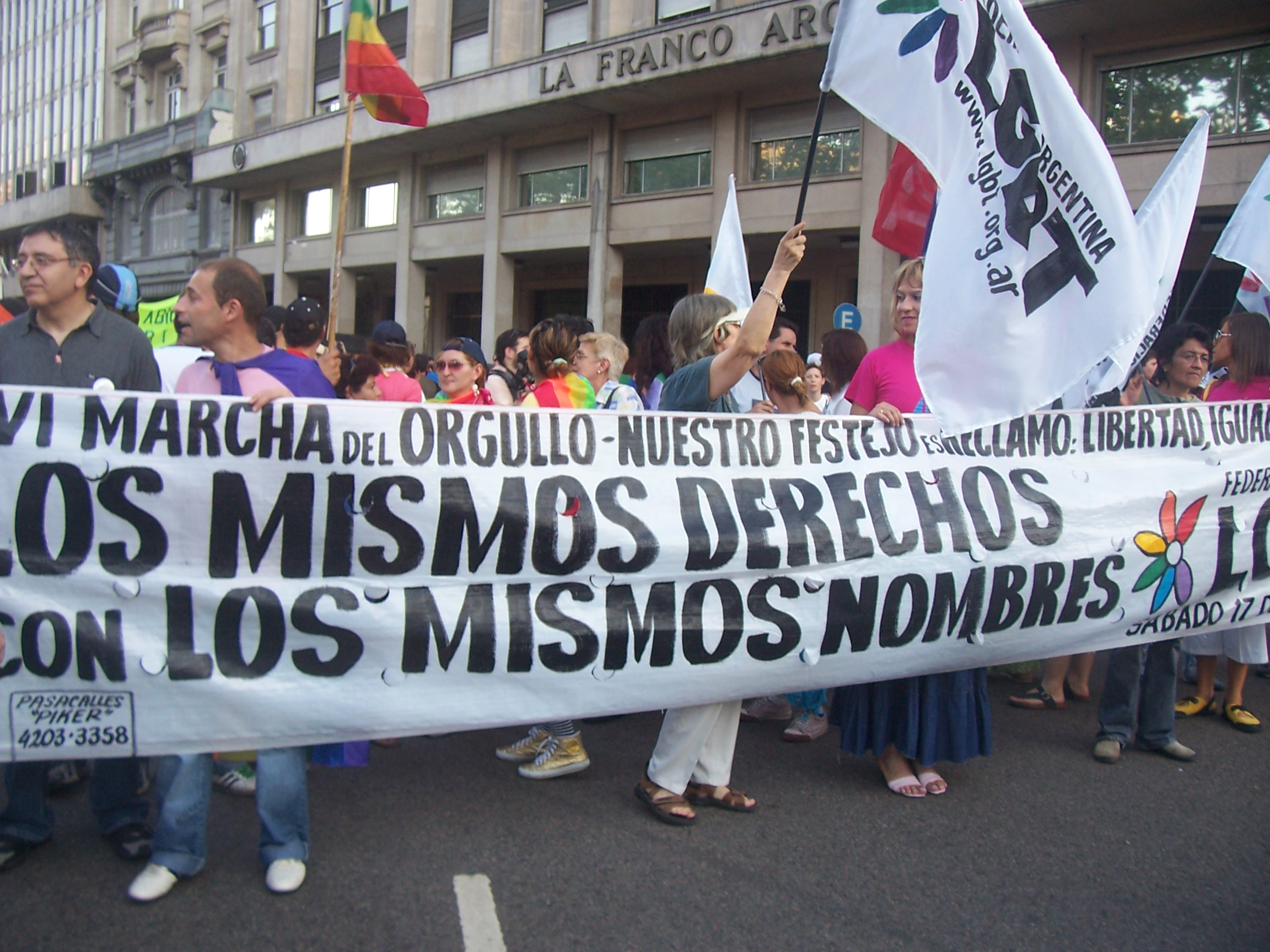
Parada osób LGBT w Buenos Aires, 2007 rok.

Według badania opinii publicznej, przeprowadzonego przez Pew Global Attitudes Project w 2007 roku, 72% Argentyńczyków uważa, że homoseksualizm powinien być akceptowany przez społeczeństwo. Przeciwnego zdania jest 21% obywateli kraju.
Najstarszą i najdłużej istniejącą organizacją LGBT w kraju jest powstała w 1984 roku Comunidad Homosexual Argentina. Została ona prawnie uznana dopiero w 1992 roku.
W latach dziewięćdziesiątych, zwłaszcza w 1995, 1996 i 1997 roku zdarzały się policyjne naloty na gejowskie kluby, a nawet aresztowania gejów i lesbijek bez postawienia zarzutów lub na podstawie złamania prawa o moralności.
Parady gejów i lesbijek odbywają się w Buenos Aires od 1992 roku. Parada z 2006 roku zgromadziła około 15 000 uczestników. Buenos Aires posiada dość dużą scenę gejowska i stało się częstym celem turystycznych wypadów osób homoseksualnych z innych krajów. Eksperci od turystyki oceniają, że około 20% turystów przyjeżdżających do Buenos Aires stanowią homoseksualiści - co daje 300 tys. osób wydających tu średnio 600 mln dolarów rocznie. Pierwszy klub gejowski otwarto w mieście w 1983 roku, a w 1992 roku prezydent miasta, Carlos Menem, podpisał dekret gwarantujący jednakową ochronę prawną gejom i lesbijkom. W 2007 roku zorganizowano w mieście Mistrzostwa Świata Gejów w Piłce Nożnej, pierwszą tego typu imprezę w regionie.